# Pierre Gruyn
Pierre Gruyn ou Pierre II Gruyn (mort le 26 février 1722), fut un financier français et grand collectionneur. Conseiller d'État, il fut surtout connu comme garde du trésor royal (1694).
Il était fils de Pierre I Gruyn (mort le 16 août 1680, lui-même Conseiller du Roi et Receveur Général des Finances de Lyon) et d'Anne Doublet. Pierre II épousa Catherine-Nicole Benoise (v. 1679 - 12 janvier 1753).
Trésorier général des réparations, fortifications, munitions et ravitaillement des places fortes de France de 1677 à 1685 il est ensuite nommé receveur général des finances à Caen jusqu'en 1694. Il fut effectivement enregistré en tant que garde du trésor royal pour les années 1695, 1697 et 1701. Entre 1703 et 1718, il partage cette charge avec Jean de Turményes de Nointel, selon Boislisle. 
Gruyn aurait acquis en 1697 le château de Livry à Louis Sanguin. Acquéreur aussi de portions de l'ancienne seigneurie-châtellenie de La Ferté-Loupière.
Pierre II eut trois enfants dont - Roland-Pierre Gruyn, seigneur de la Celle Saint-Cyr (père de Geneviève Gruyn, femme de Jacques-Antoine Baratier, marquis de St-Auban), qui succéda à son père comme garde du trésor et fut également Maître de la Chambre aux deniers. Il avait épousé en secondes noces Mathée de Vitry-la-Ville, laquelle se remaria à Pierre Doublet de Crouy (1667-1739). Sa fille - Genevière Gruyn, vicomtesse de Cobeil et de Tigery, veuve de Martin Fraguier, épousa le 2 juillet 1724 Charles-Joseph-Louis de la Vieuville, marquis de Saint-Chamond, comte de Confolens.

## Iconographie
Le portrait du garde du trésor royal a été peint par Hyacinthe Rigaud en 1707 contre 150 livres, ce qui correspondait à un buste. La même année, Montmorency, spécialiste des reproductions en dessins, fut chargé de retranscrire la toile sur un feuille moyennant 4 livres (« Un dessein de Mr Groüin » par Montmorency pour 4 livres).